# The Electric Piper
The Electric Piper es un telefilme estadounidense de animación, fantasía y familiar de 2003, dirigido por Raymie Muzquiz, escrito por Bill Burnett, musicalizado por Guy Moon y protagonizado por las voces de Wayne Brady, Rodney Dangerfield y Christine Ebersole, entre otros. Este largometraje fue realizado por Frederator Studios y Nickelodeon Studios; se estrenó el 2 de febrero de 2003.

## Sinopsis
Corre el año 1970 en Hamlin, un pequeño pueblo de Estados Unidos, el cual está invadido por ratas. Como en el flautista de Hamelín, las hace ir afuera de la ciudad, pero en esta versión usa la guitarra eléctrica, aunque luego es timado por el alcalde.